# Trachea uscana
Trachea uscana là một loài bướm đêm trong họ Noctuidae.